# 24626 Astrowizard
Astrowizard (asteróide 24626) é um asteróide da cintura principal, a 1,9895345 UA. Possui uma excentricidade de 0,2836183 e um período orbital de 1 690,46 dias (4,63 anos).
Astrowizard tem uma velocidade orbital média de 17,87266224 km/s e uma inclinação de 8,20524º.
Este asteróide foi descoberto em 9 de Outubro de 1980 por Carolyn Shoemaker, Eugene Shoemaker.